# Brott och kön
Brott och kön är inom kriminologisk forskning ett återkommande tema. Vid sidan av ålder är kön den enskilda kriminogena faktorn som har det starkaste sambandet med kriminalitet, varför intresset för kön är stort inom forskningen.
Av alla personer som misstänktes för brott i Sverige år 2007 var 80 procent män och 20 procent kvinnor, vilket motsvarar en ratio 4:1. Det vill säga männen löper fyra gånger (3,5 gånger år 2001) högre risk att misstänkas och lagföras för brott i förhållande till kvinnors risk. Mäns överrepresentation är ännu större vad gäller grov kriminalitet, och utgör över 90 procent av gärningsmännen. Bland ungdomar är differensen samma: Pojkar begår oftast grövre brott än flickor, exempelvis våldsbrott, grövre stöldbrott och skadegörelse. För brott som snatteri och beteenden som innebär att en individ testar narkotika eller dricker sig berusad är det jämnt fördelat mellan könen. Något fler flickor än pojkar anger att de skolkat eller druckit sig berusade.

### Notförteckningar
1. ↑  Lilly, Cullen & Ball 2011.
2. ↑  Sarnecki 2009.
3. ↑  Ekström 2008.
4. ↑  Martens & Holmberg 2005.
5. ↑  Brottsrummet 2013.
6. ↑  Brottsförebyggande rådet 2013.

### Källförteckningar
- Brottsförebyggande rådet (2013). Ungdomsbrottslighet. Stockholm: Brottsförebyggande rådet. Arkiverad från originalet den 23 juni 2013. https://web.archive.org/web/20130623035220/http://www.bra.se/bra/brott--statistik/ungdomsbrottslighet.html. Läst 15 juli 2013 Arkiverad 23 juni 2013 hämtat från the Wayback Machine.
- Brottsrummet (2013). Ungdomar och brott. Stockholm: Brottsförebyggande rådet. Arkiverad från originalet den 11 juli 2013. https://archive.is/20130711190641/http://www.brottsrummet.se/sv/ungdomar-och-brott. Läst 15 juli 2013
- Ekström, Louise (2008). Brottsutvecklingen i Sverige fram till år 2007. Brå Rapport 2008:23. Stockholm: Brottsförebyggande rådet. Libris 11289779. ISBN 978-91-86027-15-5. http://www.bra.se/download/18.cba82f7130f475a2f180006972/2008_23_brottsuvecklingen.pdf
- Lilly, J. Robert; Cullen, Francis T.; Ball, Richard A. (2011) (på engelska). Criminological theory: context and consequences (5). Thousand Oaks, California: SAGE Publications. Libris 12072218. ISBN 978-1-4129-8145-3. http://books.google.se/books?id=YqcNdTlo_rsC&printsec=frontcover&dq=Criminological+Theory+:+Context+and+Consequences&hl=sv&sa=X&ei=XboST-zQO4fY4QSe2NHsAw&ved=0CDQQ6AEwAA#v=onepage&q=Criminological%20Theory%20%3A%20Context%20and%20Consequences&f=false
- Martens, Peter; Holmberg, Stina (2005). Brottslighet bland personer födda i Sverige och i utlandet. Brå rapport 2005:17. Stockholm: Brottsförebyggande rådet. Libris 10051403. ISBN 91-38-32228-5. http://www.bra.se/download/18.cba82f7130f475a2f1800012697/2005_17_brottslighet_bland_personer_fodda_sverige_och_utlandet.pdf
- Sarnecki, Jerzy (2009). Introduktion till kriminologi (2). Lund: Studentlitteratur. Libris 11459715. ISBN 978-91-44-04858-1